# 夜魔俠 (電影)
《夜魔俠》（英語：Daredevil）是一部於2003年上映的美國超級英雄電影，由馬克·史蒂芬·強森執導及編劇，劇情改編自漫威漫畫旗下的同名超級英雄角色夜魔俠。本片由班·艾佛列克、珍妮佛·嘉納、麥可·克拉克·鄧肯、柯林·法洛、喬·潘托里亞諾、大衛·凱斯、利藍·歐爾瑟和艾蓮·朋佩歐主演，劇情圍繞著在白天當律師，晚上化身成義警「夜魔俠」的麥特·墨鐸展開。
本片的發展作業於1997年開始，由二十世紀福斯和哥倫比亞影業主導。2000年，攝政娛樂取得了版權。本片中的場景主要在洛杉磯市中心取景，節奏特效工作室受聘負責本片的電腦特效部分。葛瑞米·李維譜寫了電影的配樂，其原聲帶於2003年3月發行。
本行於2003年2月14日在美國發行，其動作場面、演員的演技、配樂、劇情和視覺風格皆獲得了讚美，但很多影評人都批評本片的深度不夠，儘管獲得的評價多為負面，本片仍在票房方面取得成功，以7,800萬美元的預算成功進帳了1.792億美元的成功票房。本片的分拆電影《幻影殺手》於2005年上映，但在票房及評價方面都極其失敗。
2004年，本片的R級導演剪輯版發布，比原版多出了30分鐘。該剪輯版與原版比起評價較佳。製片方原本打算出該片的續集，但因為《幻影殺手》的失敗而胎死腹中。2015年，Netflix與漫威電視合作出品的同名電視劇（背景設在與該片不同的另一個宇宙）首播並廣受好評。

## 劇情
麥特·梅鐸是一位出身於美國紐約市地獄廚房的盲人律師，與好友法蘭克林·「佛吉」·尼爾森一同經營一家律師事務所。麥特因為幼時誤觸放射性廢料而導致雙目失明，卻增強了其餘感官的能力，且身手敏捷俐落。在父親傑克遭歹徒襲擊而橫死街頭後，麥特誓言要為無辜受害的人討回公道。白天是律師的他，一到晚上便化身成義警「夜魔俠」，伸張正義，將法律無法制裁的惡徒就地正法。
某天，麥特在一家咖啡店裡與希臘船運大亨尼可拉斯·納崔斯（Nikolas Natchios）的女兒艾麗嘉邂逅。尼可拉斯除了是船運大亨其實亦是黑手黨的一份子，他的老大是綽號「金霸王」的威爾森·菲斯克（Wilson Fisk）。尼可拉斯表面上是一個生意人，但暗地裡專門做一些見不得光的買賣。尼可拉斯想要脫離黑手黨重新做人，卻因而引起菲斯克不滿，於是派遣一名殺手「靶眼」去殺害尼可拉斯，而麥特得知消息後便出手相助。然而，尼可拉斯仍然被靶眼所殺，且靶眼殺尼可拉斯所用的武器正是夜魔俠的手杖，因而讓艾麗嘉誤以為夜魔俠就是殺父仇人，精通武術及格鬥殺的她恨不得親手殺死夜魔俠。與此同時，一名記者班·尤立克發現了麥特身為夜魔俠的秘密。艾麗嘉為了報殺父之仇而找上了麥特，在雙方的打鬥中，麥特因為出手有顧忌而受了重傷，艾麗嘉趁機揭開對方的面具，才知道原來夜魔俠就是麥特，此時靶眼也來了，和艾麗嘉展開決鬥，結果艾麗嘉被靶眼殺害，而麥特則趁機逃到教堂裡去，靶眼在後面緊追不捨。
在雙方的打鬥中，靶眼發現噪音是麥特的弱點，於是便製造噪音，欲殺了麥特。此時，麥特聽到遠處有人要開槍射擊，便巧施妙計，讓靶眼中彈，接著麥特把靶眼丟出窗外，靶眼因此被警方逮捕。而麥特也因此得知幕後主使者是菲斯克，而菲斯克正是十多年前殺死傑克的人，於是麥特決定要去找菲斯克算帳。經過一段時間的纏鬥後，麥特終於打敗菲斯克，不過他並沒有殺菲斯克，而是把菲斯克交給警方，而菲斯克在被警方帶走前撂下狠話，說自己出獄以後會來找麥特的麻煩。事情結束後，尤立克寫了一篇有關夜魔俠真實身分的報導，但隨後決定將其刪掉。在片尾彩蛋中，受重傷送醫的靶眼用身旁的針筒精準的射死了蒼蠅，說道：「正中靶心」。

## 角色
- 班·艾佛列克飾演麥特·墨鐸 / 夜魔俠，來自地獄廚房的盲人律師，幼時誤觸放射性廢料，導致雙目失明，卻增強了其餘感官的能力，他也因此成為了維護正義的夜魔俠。艾佛列克於2001年10月簽約參演。該角原定由馮·迪索飾演，但迪索選擇出演《玩命關頭》（2001年）而婉拒[3]。在2011年2月的一次採訪中，蓋·皮爾斯表示，他曾被《夜魔俠》的劇組選為飾演夜魔俠的人選，但他拒絕了，因為「漫畫類的東西實在不是我喜歡的類型，真的」[4]。艾佛列克的好友麥特·戴蒙透露，自己也曾是人選之一。戴蒙表示自己和班「都很喜歡這本漫畫書，但我當時不大信任劇本或導演」[5]。柯林·法洛也被外界認為是夜魔俠的演員人選之一，直到艾佛列克簽下合約飾演夜魔俠[6]。身為一名粉絲，艾佛列克讀了《夜魔俠》的每一集，以將其原汁原味地呈現在大螢幕上。喬·克薩達（英语：Joe Quesada）認為其「賺到了」，因為身為主角的艾佛列克在克薩達與法蘭克·米勒一同創作《惡魔捍衛者（英语：Guardian Devil）》時就被拿來當做夜魔俠形象的參考[7]。艾佛列克表示，《夜魔俠》是他幼年時最喜歡的漫畫[8]，並解釋他為什麼選擇飾演這個角色：「每個人童年都有一樣東西，人們記著它並與它堅守在一起。這個故事正是給我的」[9]。此外，他還表示，「我不想讓別人來演夜魔俠，我深怕他們演得與漫畫不一樣，搞砸了它」[10]。史考特·泰羅（英语：Scott Terra）在片中飾演年幼時的麥特·墨鐸。泰羅於2002年3月簽約參演[11]。
- 珍妮佛·嘉納飾演艾麗嘉·納崔斯，億萬富翁尼可拉斯·納崔斯之女，精通武術，與麥特之間有情愫。許多女演員都曾是艾麗嘉的演員人選，如潘妮洛普·克魯茲、莎瑪·海耶克、娜塔莉·波曼、劉玉玲、潔西卡·艾芭與凱蒂·荷姆斯等人[12]。最後，劇組列出了一張人選名單，上頭包含珍妮佛·嘉納、茱蓮娜·布蕾羅克（英语：Jolene Blalock）、米婭·梅斯特羅（英语：Mía Maestro）及蘿娜·米莎[13]。劇組最終選擇嘉納來飾演艾麗嘉[12]。嘉納形容艾麗嘉「堅強且沉著，美麗且聰明，她是一個優質的角色模範」[14]。她指出，該角在片中的服裝將會與漫畫中的不一樣。艾麗嘉在漫畫中穿著紅緞布，而在電影中，艾麗嘉穿的則是黑皮革製的衣服。嘉納解釋道，「紅色遮掩不了鋼絲，我知道這聽起來很荒謬，但是你多少得保護一下你的皮膚。他們把我甩上屋頂，我破皮了，所以想像一下如果我什麼保護措施都沒有會怎樣」[10]。
- 麥可·克拉克·鄧肯飾演威爾森·菲斯克 / 金霸王，掌控全紐約市的集團首腦。鄧肯於2002年1月簽約飾演菲斯克[15]。鄧肯入選時，體重290磅。為了飾演菲斯克，鄧肯需增重40磅。為此，鄧肯每天舉重30分鐘[16]。
- 柯林·法洛飾演萊斯特 / 靶眼，額頭上有個標靶印記的冷血神射殺手。
- 飾演法蘭克林·「佛吉」·尼爾森（英语：Foggy Nelson），麥特的律師好友。
- 喬·潘托里亞諾飾演班·尤立克（英语：Ben Urich），編寫「城市傳說」專欄的紐約記者，相信夜魔俠的存在。
- 大衛·凱斯飾演傑克·墨鐸（英语：Jack Murdock (comics)），麥特的父親，曾是擁有「惡魔」之名的拳擊好手。
- 利藍·歐爾瑟（英语：Leland Orser）飾演威斯利·歐文·威爾奇（Wesley Owen Welch），菲斯克的隨從秘書。
- 藍尼·洛夫汀（英语：Lennie Loftin）飾演尼克·馬諾里斯（Nick Manolis），紐約警局局長，亦為偵探。
- 艾利克·阿瓦里（英语：Erick Avari）飾演尼可拉斯·納崔斯，艾麗嘉的父親，同時也是希臘船運大亨。
- 艾蓮·朋佩歐飾演凱倫·佩吉，律師辦公室的總機小姐。
- 德瑞克·歐康納（英语：Derrick O'Connor）飾演伊夫瑞特神父（Father Everett），知道麥特一切的神父。

此外，《夜魔俠》漫畫原著的作者史丹·李、法蘭克·米勒與凱文·史密斯在片中客串出演。馬克·馬戈利斯在片中客串飾演法隆（未掛名），一名曾雇用菲斯克擔任殺手的歹徒。

## 發行
本片由二十世紀福斯發行，上映日期為2003年2月14日。

## 評價與票房
《夜魔俠》上映後的第一個週末有4千萬美元的票房。最後在北美的票房有1億2百萬美元，全球的票房有1億7千9百萬美元。
而在評價方面，《夜魔俠》在電影評論網站爛番茄221篇評論中，有44%的影評家給予正面的評價。而另一個評論網站Metacritic統計35位評論家對此片的觀點後，得到的平均得分為42分。

## 導演剪輯版
《夜魔俠：導演版》中，收入了戲院版刪除的內容，包括了饒舌明星酷力歐 (Coolio) 演出的整段強暴犯支線劇情，也加入麥特鏟硫酸鎂進浴缸的鏡頭。被刪減掉的劇情，都和主線劇情無關，只是可以體現夜魔俠可以透過他的敏銳能力進行調查的事件。

## 後續
漫威制作室主席Kevin Feige在2013年4月23日確認，夜魔俠的電影版權已經回復至漫威制作室和其母公司華特迪士尼影業。

## 外部連結
- 互联网电影数据库（IMDb）上《夜魔俠》的资料（英文）
- 爛番茄上《夜魔俠》的資料（英文）
- Metacritic上《夜魔俠》的資料（英文）
- 豆瓣电影上《夜魔俠》的資料 （简体中文）
- Box Office Mojo上《夜魔俠》的資料（英文）
- AllMovie上《夜魔俠》的资料（英文）